# Arabia Saudita en los Juegos Paralímpicos de Río de Janeiro 2016
Arabia Saudita estuvo representada en los Juegos Paralímpicos de Río de Janeiro 2016 por tres deportistas masculinos.

## Medallistas
El equipo paralímpico saudita obtuvo las siguientes medallas:
| Nombre        | Deporte   | Evento             |
| ------------- | --------- | ------------------ |
| Oro           |           |                    |
| —             |           |                    |
| Plata         |           |                    |
| —             |           |                    |
| Bronce        |           |                    |
| Hani Al-Najli | Atletismo | Peso F33 masculino |